# Antonio Hidalgo (pintor)

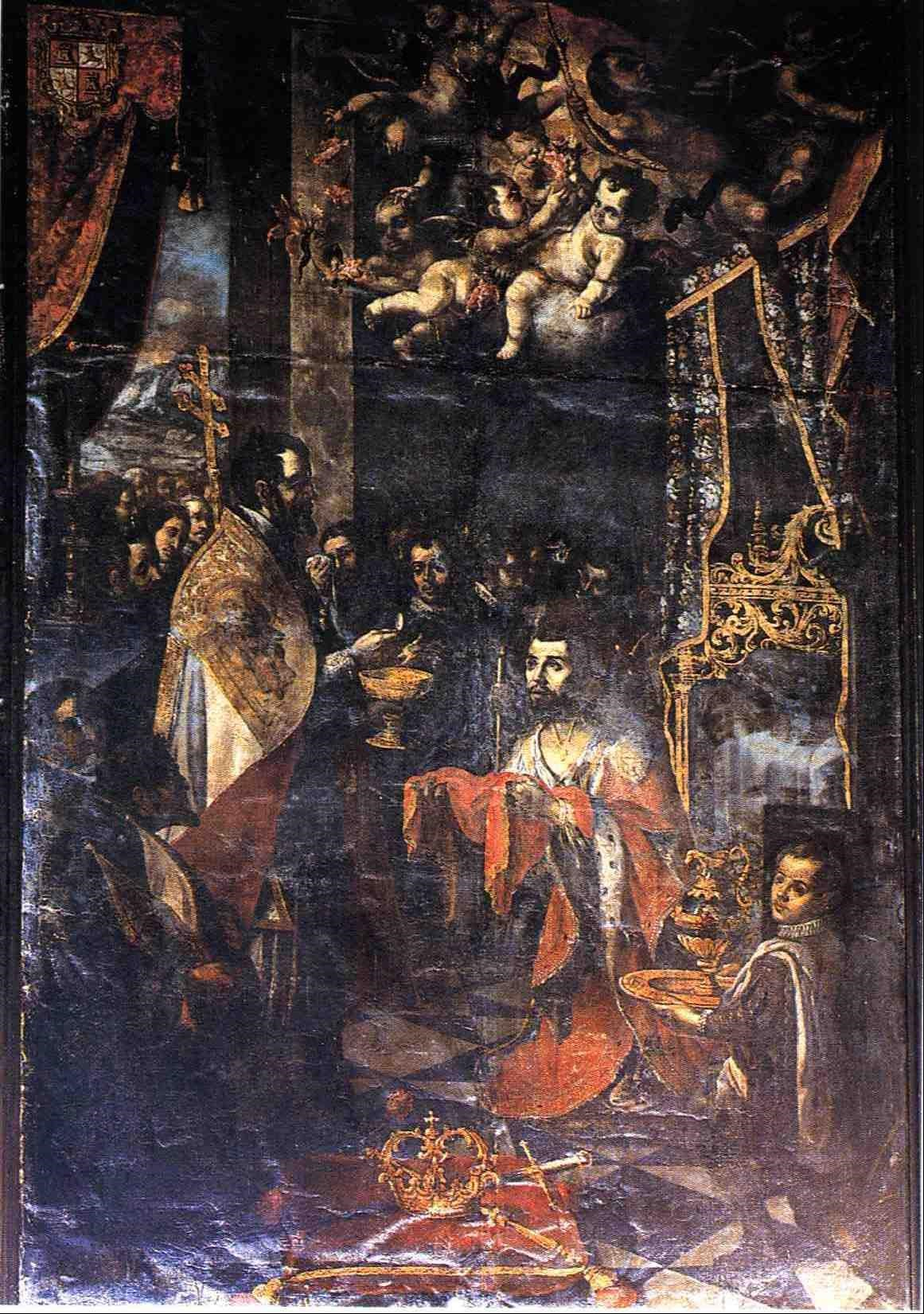
La Última Comunión de San Fernando, Catedral Vieja de Cádiz, 1683.

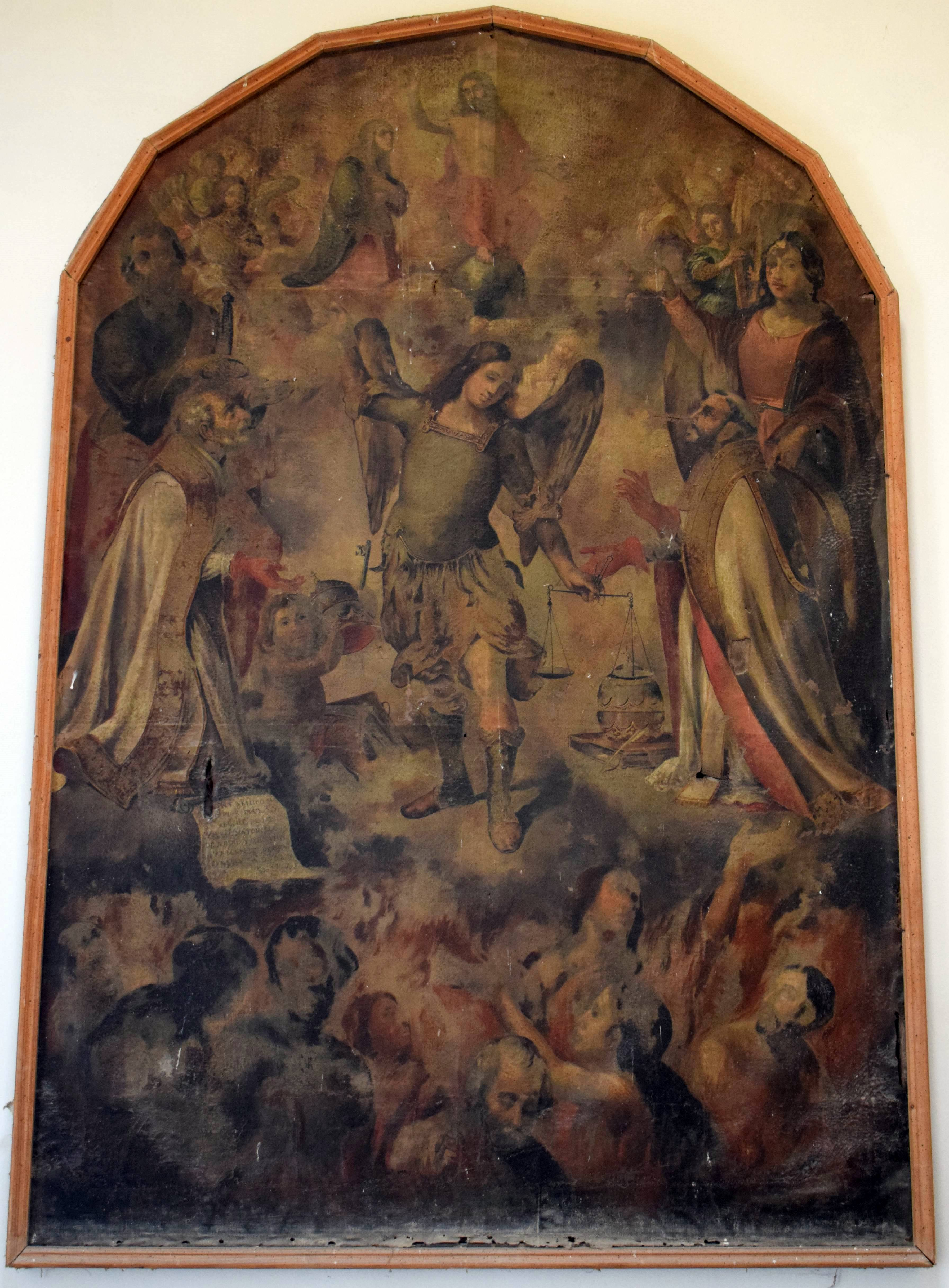
Las Ánimas del Purgatorio con santos, Antonio Hidalgo, 1688.

Antonio Hidalgo fue un pintor barroco español, activo en Sevilla y en Cádiz en el último tercio del siglo XVII. Miembro, entre 1668 y 1674, de la academia de dibujo de Sevilla, creada en 1660 por Murillo y Francisco de Herrera el Mozo. En 1674 figura como notario de la academia y organizó los funerales de su protector, el conde de los Arenales. Entre 1674 y 1680 se instaló en Cádiz, donde se relacionó con los pintores Bernabé de Ayala y Miguel Legot. No se sabe si falleció allí o si regresó a Sevilla.
Hidalgo es un pintor del que sabemos muy poco. El conde de Viñaza señaló en una colección sevillana dos lienzos firmados que representaban floreros, pero hasta ahora solo se ha identificado con seguridad dos de sus obras, la Última comunión de San Fernando, de 1683, y las Ánimas del Purgatorio, de 1688.